# Ostreicultură
Ostreicultura este o ramură a acvaculturii care se ocupă cu creșterea stridiilor în ferme marine specializate. 
Stridiile cultivate sunt cele producătoare de perle (acestea nu sunt comestibile), din familia Pteriidae și stridiile comestibile, care fac parte din familia Ostreidae.

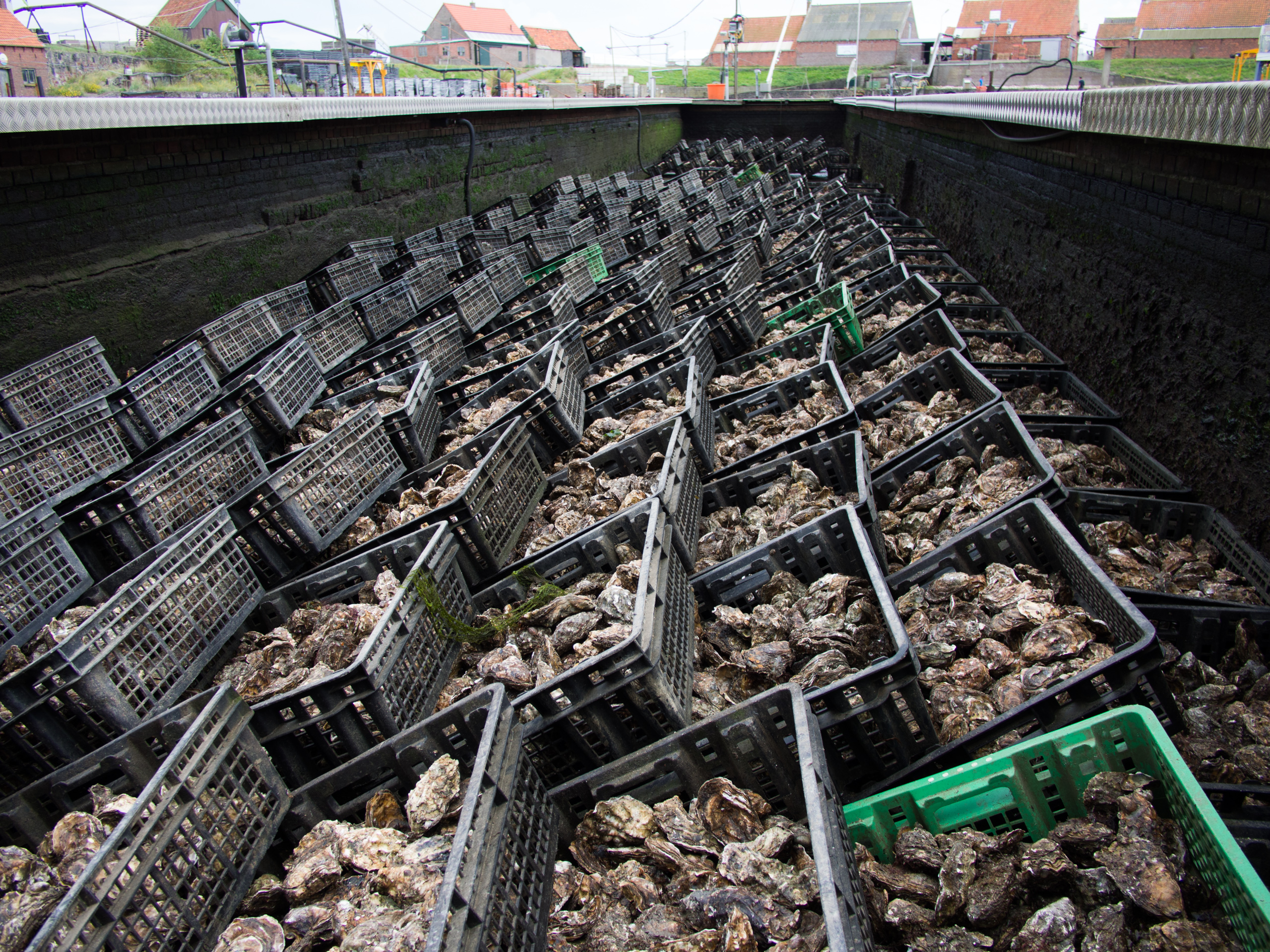
Stridii colectate la o fermă din Olanda

Datorită cererii din ce în ce mai mari, culturile de stridii producătoare de perle s-au dezvoltat foarte mult, în ferme marine de perlicultură. O stridie produce o perlă care arată similar cu una produsă natural în 3 … 6 ani și doar 3 ...4 stridii din 3 tone produc perle perfecte. 
Există mai multe tipuri de stridii comestibile cultivate pentru consum:
- Ostrea edulis - (stridia de nămol), specie europeană, se găsește în Marea Mediterană
- Crassostreea angulata - (stridia portugheză), în apele de coastă ale Europei de Nord
- Crassostrea virginica - specie din Golful Mexic
- Ostreola conchaphila - coasta vestică  a  Americii de Nord
- Crassostrea gigas - (stridia de Pacific), originară de pe coastele Japoniei
- Saccostrea glomerata - (Sydney Rock), specie endemică din Australia și Noua Zeelandă.

## Metode de cultivare
Metodele de cultivare extensivă  includ mai multe metode de creștere a stridiilor, atât prin metoda suspendată cât și prin metoda de fund. Se utilizează material genetic provenit din  pescuit și din crescătorii specializate. Stridiile ating mărimea pentru comercializare după 18-30 de luni.

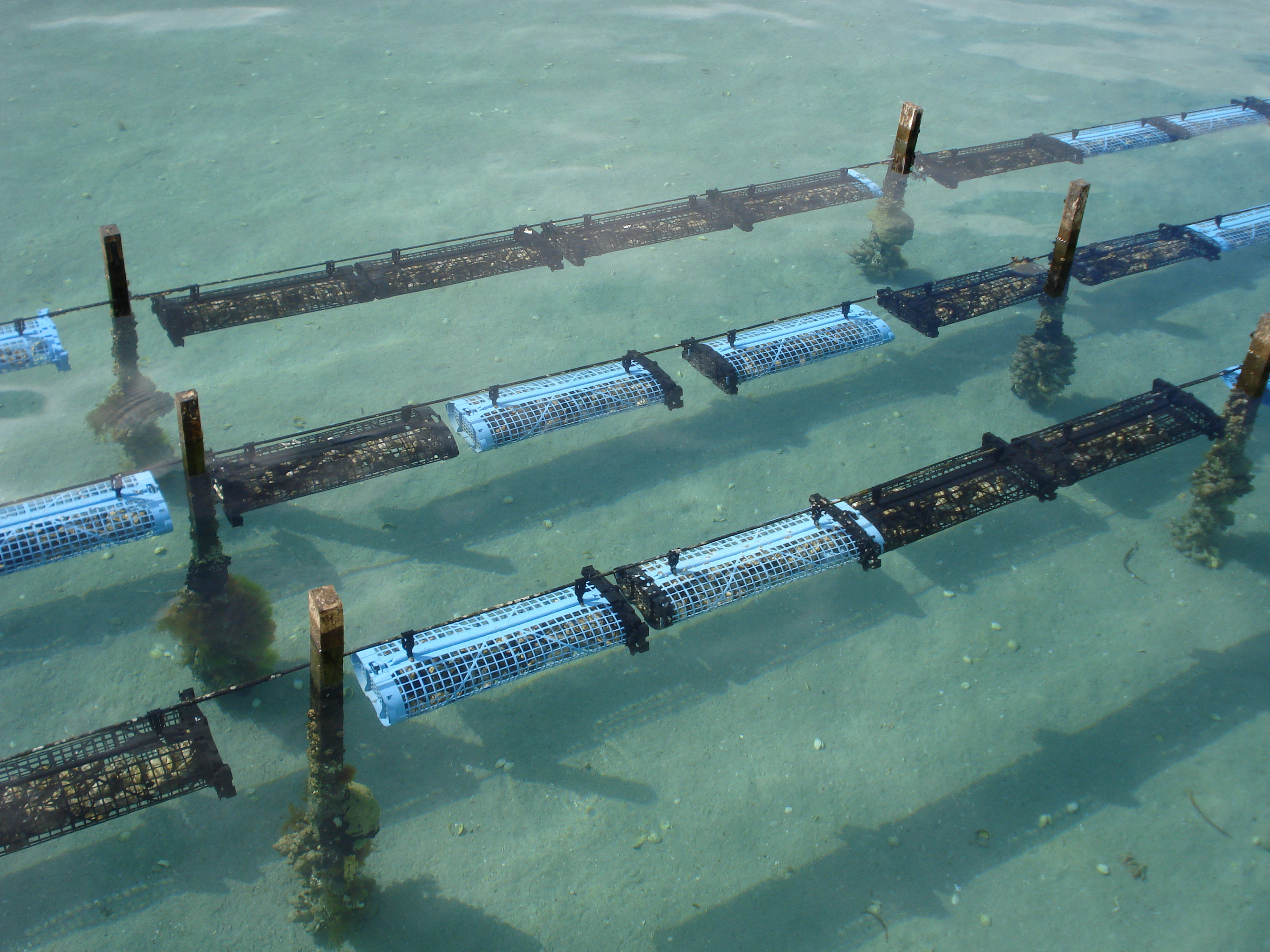
Suporți pentru creșterea stridiilor

Creșterea stridiilor începe prin colectarea larvelor de stridii în mediul lor natural. Pentru a aduna larvele sălbatice de stridii, fermierii utilizează colectori plasați în anumite zone. Atunci când larvele ating dimensiunea optimă (câțiva milimetri), acestea sunt desprinse de pe colectori și sunt gata pentru creștere. Cu toate acestea, o mare parte a larvelor de stridii provin în prezent din unități de eclozare, stocul pentru reproducere fiind păstrat în unități amplasate în mare. Larvele sunt puse în bazine cu circuit închis și hrănite cu alge, până când încep să se fixeze pe suporți, după care sunt colectate prin plasarea într-un substrat de fixare solid. S-a estimat că pe un hectar se pot obține până la 1,8 mil. de stridii, care pot filtra între 57.000 și 150.000 m3 de apă/zi, având un impact major în ecologia apelor.
Tipul metodei de creștere utilizate depinde în principal de condițiile de mediu (maree, adâncimea apei etc.):
- cultivare prin supraînălțare: utilizată de-a lungul coastei franceze a Atlanticului, stridiile sunt introduse în coșuri din plastic atașate pe suporturi situate aproape de țărm; stridiile sunt recoltate prin înlăturarea buzunarelor cu stridii de pe suporturi
- cultivare suspendată: în care stridiile sunt crescute pe frânghii, asemenea midiilor, este o metodă întâlnită în Spania; această metodă este adecvată pentru creșterea în apele fără maree sau în larg
- cultivarea în apă adâncă: constă în plasarea stridiilor în bancuri care se pot afla la o adâncime de până la 10 m; stridiile sunt colectate prin dragare
- cultivare pe fundul apei: stridiile sunt depuse direct pe țărm sau pe fundul apei la mică adâncime, este mai puțin răspândită în prezent; sunt colectate la reflux cu ajutorul greblelor sau prin dragare.

## Producție și comercializare
Ostreicultura este în prezent o activitate tradițională în unele țări din Uniunea Europeană, precum Franța (90% din producția UE) și Țările de Jos. În Franța există peste 15.000 de producători de stridii, dintre care cei mai numeroși își desfășoară activitatea de creștere a stridiilor în bazinul Arcachon, în sud-vestul Franței, la Oceanul Atlantic. În alte țări, cultivarea stridiilor este mai recentă. În UE sunt cultivate în special două specii: Ostrea edulis și Crassostrea gigas (stridia de Pacific), cea mai des întâlnită. 
În prezent, cultura de stridii Ostrea edulis este foarte limitată în UE. Exploatarea excesivă și maladiile au condus la epuizarea acestora. Crassostrea gigas, originară din Japonia, a fost introdusă în Europa în anii 1970. Datorită creșterii rapide și a marii capacități de adaptare la diferite medii, stridia de Pacific este în prezent cea mai crescută specie de stridii, inclusiv în UE. 
La  nivel mondial, China este de departe cel mai mare producător, cu 80 % din producția totală, urmată de Coreea de Sud, Japonia și S.U.A..